# Selwo Marina
Selwo Marina es un parque de fauna y delfinario situado en el distrito de Benalmádena Costa, en el municipio malagueño de Benalmádena, España.
Se trata de un parque de fauna con una extensión de 1,67 hectáreas situado en plena Costa del Sol, junto al parque de la Paloma y cercano al paseo marítimo, la playa de Santa Ana, el castillo de El Bil Bil y el templo hindú.
Entre sus instalaciones destaca su gran piscina para espectáculos de delfines y el pingüinario en hielo, únicos en Andalucía.
Selwo Marina te traslada a diferentes escenarios de Sudamérica, desde las cálidas aguas del Caribe hasta la gélida Antártida. Entre los animales exhibidos, además de delfines y pingüinos, hay leones marinos, aves exóticas, cocodrilos enanos y serpientes.
En la zona de la Amazonia podrás encontrar una amplia representación de especies de flora y fauna de este pulmón verde de la tierra: las pirañas Pacu y Serrasalmus, anacondas, rayas motoras, peces disco…

## Tipos de entradas
- Entrada general a Selwo Marina.
- Entrada combinada a Selwo Marina y Teleférico de Benalmádena.
- Entrada combinada a Selwo Aventura, Selwo Marina y Teleférico de Benalmádena.

## Críticas
En octubre de 2009, el Proyecto Gran Simio denunció al Parque Zoológico Selwo marina situado en Benaldámena (Málaga) por malos tratos a delfines con los cuales realizaban espectáculos periódicos circenses, además de otras posibles infracciones a la Ley 31/03 de 27 de octubre, sobre Conservación de la Fauna Silvestre en los Parques Zoológicos.